# Глазкова Катерина Сергіївна
Катери́на Сергі́ївна Глазко́ва — українська громадська діячка і журналістка, виконавча директорка Спілки українських підприємців.

## Життєпис
Закінчила факультет журналістики Московського державного університету імені М. В. Ломоносова.
Починала кар'єру як тележурналістка, зокрема на каналі ICTV. З 2004 року працювала у журналі «Корреспондент», газеті «Коммерсант-Украина». Брала участь у створенні журналів «Фокус» та Forbes Україна.
З листопада 2011 по 2014 — головна редакторка ділового тижневика «Інвестгазета», очолювала проєкт «ТОП-100».
В 2015 брала участь у проекті з реформування системи комунікацій Державної фіскальної служби України.
Була співорганізаторкою багатьох бізнес-подій, серед яких Business Wisdom Summit, конкурс бізнес-інновацій Upposition, Forbes Club, Forbes Конференції, SUP DAY Forum.
З 16 травня 2016 — виконавча директорка громадської спілки «Спілки українських підприємців», що входить до трійки найбільших бізнес-асоціацій України.
Під керівництвом Катерини Глазкової Спілка українських підприємців (СУП) посилила свою роль як хабу між українським і європейським бізнесом. Організація брала участь у ключових міжнародних форумах, зокрема Brave Summit, ReBuild Ukraine, EFNI та COMMON FUTURE, URC а також модерувала дискусії та презентувала українські бізнес-ініціативи на міжнародному рівні. СУП активно долучається до відпрацювання законодавчих змін у сферах економічної безпеки, лібералізації енергетики та цифровізації. У 2024 році відкрито представництво у Варшаві, а в 2025 — у Брюсселі. Спілка отримала статус спостерігача в BIAC при OECD та стала членом BusinessEurope, що закріпило її позицію як важливого міжнародного партнера для українського бізнесу.
Катерина Глазкова є постійною тренеркою Школи економічної журналістики від «Української правди» та Академії DW.
Катерина є членом Ради громадського контролю при Бюро економічної безпеки України. Катерина також є членом Ради Коаліції бізнес-спільнот за модернізацію України. Активно займається громадською діяльністю. Катерина входить до Наглядової ради БФ Діти Героїв
Катерина отримала ступінь магістра бізнес-адміністрування у Бізнес-школі УКУ
Одружена, має двох синів.